# Shingo Suetsugu
Shingo Suetsugu (末續 慎吾, Suetsugu Shingo), né le 2 juin 1980 à Kumamoto, est un athlète japonais, spécialiste du sprint.
Il mesure 1,78 m pour 68 kg.
Le 7 juin 2003 il bat le record d'Asie du 200 mètres lors des championnats nationaux, en parcourant la distance en 20 s 03. Il détient ce record jusqu'en 2015, année où la Qatarien Femi Ogunode l'en dépossède.
Il a aussi battu à deux reprises le record d'Asie du 4 × 100 m avec une équipe composée de Naoki Tsukahara, Shingo Suetsugu, Shinji Takahira et Nobuharu Asahara, en 38 s 03	à Ōsaka, le 1er septembre 2007.

## Performances
- 100 m : 10 s 03 à Mito le 5 mai 2003
- 200 m : 20 s 03, record d'Asie, à Yokohama le 7 juin 2003
- 400 m : 45 s 99 (en 2002)
- 4 × 100 m : 38 s 03, record d'Asie aux Championnats du monde 2007

## Palmarès

### Jeux olympiques d'été
- Jeux olympiques de 2004 à Athènes ( Grèce)
  - 6e en relais 4 × 100 m
- Jeux olympiques de 2008 à Pékin ( Chine) 
  -  Médaille d'argent en relais 4 × 100 m

### Championnats du monde d'athlétisme
- Championnats du monde d'athlétisme de 2001 à Edmonton ( Canada)
  - 5e en relais 4 × 100 m
- Championnats du monde d'athlétisme de 2003 à Paris ( France)
  -  Médaille de bronze sur 200 m
- Championnats du monde d'athlétisme de 2005 à Helsinki ( Finlande)
  - 8e en relais 4 × 100 m
- Championnats du monde d'athlétisme de 2007 à Osaka ( Japon)
  - éliminé en quart de finale sur 200 m
  - 5e en relais 4 × 100 m en 38 s 03, record d'Asie